# Mike Bruner
Michael Lee (Mike) Bruner (Omaha (Nebraska), 23 juli 1956) is een Amerikaans zwemmer.

## Biografie
Tijdens de Olympische Zomerspelen van 1976 won Bruner de gouden medaille op de 4x200 meter vrije slag estafette en de individueel op de 200m vlinderslag.
In 1978 werd hij wereldkampioen op de 200m vlinderslag.

## Internationale toernooien
| Jaar | Olympische Spelen                    | Wereldkampioenschappen |
| ---- | ------------------------------------ | ---------------------- |
| 1976 | 200m vlinderslag · 4x200m vrije slag |                        |
| 1977 |                                      |                        |
| 1978 |                                      | 200m vlinderslag       |

1956: Bill Yorzyk ·
1960: Mike Troy ·
1964: Kevin Berry ·
1968: Carl Robie ·
1972: Mark Spitz ·
1976: Mike Bruner ·
1980: Sergej Fesenko ·
1984: Jon Sieben ·
1988: Michael Groß ·
1992: Melvin Stewart ·
1996: Denis Pankratov ·
2000: Tom Malchow ·
2004: Michael Phelps ·
2008: Michael Phelps ·
2012: Chad le Clos ·
2016: Michael Phelps ·
2020: Kristóf Milák ·
2024: Léon Marchand
1908: Derbyshire, Radmilovic, Foster, Taylor ·
1912: Healy, Champion, Boardman, Hardwick ·
1920: McGillivray, Kealoha, Ross, Kahanamoku ·
1924: O'Connor, Glancy, Breyer, Weissmuller ·
1928: Clapp, Laufer, Kojac, Weissmuller ·
1932: Miyazaki, Yusa, Yokoyama, Toyoda ·
1936: Yusa, Sugiura, Taguchi, Arai ·
1948: Ris, McLane, Wolf, Smith ·
1952: Moore, Woolsey, Konno, McLane ·
1956: O'Halloran, Devitt, Rose, Henricks ·
1960: Harrison, Blick, Troy, Farrell ·
1964: Clark, Saari, Ilman, Schollander ·
1968: Nelson, Rerych, Spitz, Schollander ·
1972: Kinsella, Tyler, Genter, Spitz ·
1976: Bruner, Furniss, Naber, Montgomery ·
1980: Kopljakov, Salnikov, Stoekolkin, Krylov ·
1984: Heath, Larson, Float, Hayes ·
1988: Dalbey, Cetlinski, Gjertsen, Biondi ·
1992: Lepikov, Pysjnenko, Tajanovitsj, Sadovy ·
1996: Davis, Hudepohl, Schumacher, Berube ·
2000: Thorpe, Klim, Pearson, Kirby ·
2004: Phelps, Lochte, Vanderkaay, Keller ·
2008: Phelps, Lochte, Berens, Vanderkaay ·
2012: Lochte, Dwyer, Berens, Phelps ·
2016: Dwyer, Haas, Lochte, Phelps ·
2020: Dean, Guy, Richards, Scott ·
2024: Guy, Dean, Richards, Scott